# Anna Theologou
Anna Theologou (griechisch Άννα Θεολόγου; * 12. März 1986 in Lefkoniko/Geçitkale) ist eine zyprische Politikerin. Sie vertrat von 2016 bis 2021 den Wahlkreis Famagusta im Repräsentantenhaus.

## Werdegang
Theologou studierte Wirtschaftswissenschaft an der Universität Zypern. Anschließend vertiefte sie sich in ökologischem Ressourcenmanagement an der privaten European University of Cyprus. Während des Studiums nahm sie 2005 am Wettbewerb Star Kypros teil.
Bei der Parlamentswahl 2016 trat Theologou für die drei Jahre zuvor von Giorgos Lillikas gegründete Symmachia Politon an und erhielt eines der drei Mandate der Partei im Repräsentantenhaus. Nach der Präsidentschaftswahl 2018 kam es zum Bruch mit der Parteiführung über das Vorgehen beim zweiten Wahlgang, nachdem Lillikas als Vierter des ersten Durchgangs ausgeschieden war und sich die Partei zu keiner Wahlempfehlung für den zweiten Durchgang durchringen konnte.
In der Folge saß Theologou als Unabhängige im Parlament und gründete im Vorfeld der Parlamentswahl 2021 die Partei Allagí Geniás (dt.: Generationswechsel). Diese scheiterte mit 2,8 Prozent der Stimmen jedoch an der 3,6-Prozent-Hürde, so dass sie den Wiedereinzug ins Repräsentantenhaus verpasste.
Theologou entschied sich Anfang 2024, bei der anstehenden Europawahl 2024 für die linke Partei AKEL zu kandidieren. Dabei gab sie Ende Januar des Jahres bekannt, dass für ihre Partei Allagí Geniás die Auflösung und Löschung aus dem Parteiregister bereits beantragt sei. Diese wurde im März durchgeführt. Bei der am 9. Juni 2024 durchgeführten Wahl stand Theologou hinter Spitzenkandidat Giorgos Georgiou und Niyazi Kızılyürek an dritter Stelle auf der Wahlliste der AKEL, es erhielt jedoch nur Georgiou ein Mandat.